# Middlebourne
Middlebourne è un comune degli Stati Uniti d'America, situato nello Stato della Virginia Occidentale, nella contea di Tyler, della quale è il capoluogo.